# Bibliothèque Raczyński
Pour les articles homonymes, voir Raczyński.
La bibliothèque Raczyński de Poznań (en polonais : Biblioteka Raczyńskich w Poznaniu) est la plus ancienne bibliothèque publique existante et l'une des plus grandes de Pologne.

## Histoire
La bibliothèque Poznań Raczyński a été fondée par le noble et publiciste polonais Edward Raczyński et a ouvert en mai 1829. À cette fin, Raczyński a fait don d'un premier fonds de 10 000 volumes de sa propre bibliothèque. La remise de la bibliothèque à la ville de Poznańa a eu lieu en 1832. Cependant, tous les frais d'entretien encourus par la bibliothèque étaient toujours payés par Raczyński à partir de ses biens privés, même après le transfert de propriété. La motivation de la fondation de Raczyński était sa conviction que la langue et la littérature polonaises - en particulier à l'époque de la domination prussienne sur cette partie de la Pologne - devaient être préservées et les trésors culturels nationaux protégés.
Indépendamment de l'appartenance religieuse, de la nationalité ou de l'origine sociale, tout le monde avait accès à la bibliothèque et à ses fonds. Le groupe d'utilisateurs s'est poursuivi au XIXe siècle, il était composé principalement de scientifiques, d'écrivains, de journalistes, d'activistes polonais, ainsi que d'écoliers et d'étudiants. Pour eux, la bibliothèque Raczyński était un lieu de rencontre et le plus important institut d'enseignement et de recherche de la région, ainsi qu'un symbole de la culture nationale polonaise. Au cours du XXe siècle et dans l'entre-deux-guerres, l'inventaire des bibliothèques ne cesse de croître. En 1902, Oswald Collmann devient directeur. Pendant la Seconde Guerre mondiale, la bibliothèque, comme toutes les autres institutions culturelles de la ville, était réservée exclusivement aux Allemands et interdite aux Polonais. Grâce aux efforts de Józef Raczyński, cependant, les fonds de la bibliothèque n'ont pas été dispersés. Cependant, la bibliothèque a subi de lourdes pertes lors de la bataille de Poznan en janvier 1945. Les Allemands ont détruit le bâtiment de la bibliothèque, qui a brûlé environ 180 000 œuvres, soit 90 % des fonds. Lorsque Józef Raczyński a transféré les livres les plus précieux à Obrzycko en 1943, environ 17 000 volumes ont été sauvés. C'était la pierre angulaire de l'existence de la bibliothèque Raczyński après la guerre.
Jusqu'à la reconstruction du bâtiment historique de la bibliothèque en 1956, la collection était conservée dans une école. Dans la période qui a suivi, la bibliothèque a réussi à se positionner comme l'une des bibliothèques les plus importantes du pays en raison de ses fonds historiques, culturels et scientifiques importants. En 1998, l'ancien bâtiment de la bibliothèque a été rénové et modernisé. En 2011, le bâtiment principal de la bibliothèque a été agrandi pour inclure un nouveau grand bâtiment afin de présenter les collections de manière plus professionnelle.

## Liens web
- Site de la bibliothèque Raczyński
- Site web de la ville de Poznan - Section Tourisme